# Пау-вау
Пау-вау (также pow-wow, powwow, pow wow или pau wau) — собрание североамериканских индейцев. Название произошло из языка наррагансеттов, от слова powwaw, значащего «духовный лидер».
Современный пау-вау — специфическое мероприятие, на котором современные жители США и коренное население собираются танцевать, петь, общаться, обсуждать индейскую культуру. На пау-вау проходят танцевальные соревнования, зачастую с денежными призами. Пау-вау может длиться от нескольких часов до трёх дней, а важнейшие пау-вау могут длиться и до недели.
«Пау-вау» в старых американских вестернах часто называли любое собрание индейцев.

## Организация
Организация, как правило, начинается за несколько месяцев, а то и за год, людьми, входящими в так называемый пау-вау-комитет. Пау-вау спонсируют племенные организации, American Indian community within an urban area, Native American Studies program и American Indian club, а также различные другие организации.

## Мероприятия

### Начало
Пау-вау обычно организовывается в несколько больших кругов. Центральный круг — танцевальная площадка, рядом с которой находятся столы, барабанщики и сидячие места для танцоров и их семей. Рядом находятся круги для корреспондентов и зрителей, рядом с которыми находятся лавки, в которых можно купить еды, сделать татуировку, купить диски с музыкой, украшения, сувениры, кожаные изделия и прочее.

### Открытие
Пау-вау начинается с Большого Выхода, с молитвы. Большой выход ведёт Eagle Staff, сопровождаемый флагом, затем идут танцоры, на одном из барабанов играется вступительная песнь. У этого действа имеется сакральное происхождение, на многих пау-вау его запрещено фотографировать и снимать на видео.
Далее танцоры входят в главный круг в особом порядке: традиционные мужские танцы, мужской танец на траве, мужская прихоть (импровизация), традиционные женские танцы, женский танец со звоном, женская прихоть (импровизация). Дети и подростки придерживаются того же порядка. После Большого Выхода Мастер Церемонии приглашает уважаемого члена сообщества провести инициацию. Один из главных барабанов, не игравших песнь Большого Выхода, играет Песнь Флага, сопровождаемую Песней Победы, на протяжении которой флаги устанавливают на столе Мастера Церемонии.

### Танцы
Простейшие танцы — круговой танец, crow hop (исполняются под северный барабан), песня кражи лошади (южный барабан), также «double beat», «sneakup» и, среди традиционных женских танцев и танцев со звоном, «sidestep».

#### Мужские танцы
- Fancy Dance или Fancy Feather Dance (северный и южный стили)
- Northern Traditional (на севере называется просто «мужской традиционный»)
- Southern Straight
- Grass Dance

#### Женские танцы
- Traditional
- Buckskin and Cloth
- Fancy Shawl
- Jingle Dress (исцеляющий танец)

## Музыка
Музыка пау-вау — сочетание барабанов, пения и танцев.

### Барабаны
Good drums get the dancers out there, good songs get them to dance well. Without drum groups there is no music. No music, no dance, no powwow.
На пау-вау может быть множество барабанов, но на каждом пау-вау есть главный барабан, который пользуется наибольшим авторитетом. Члены групп барабанщиков часто являются родственниками, семьями. Группы часто называют  семейному имени, по географическому расположению, названию племени. По традиции, на барабанах играют только мужчины, а женщины должна сидеть перед ними для большей гармонии. С 1970-х женщины стали барабанить вместе с мужчинами в аккомпанемент, или петь, октавой выше, песни. Сегодня существуют как смешанные, так и состоящие лишь из женщин группы барабанщиков.

#### Этикет барабанщиков
Для понимания этого этикета нужно учесть, что к барабану относятся как к уважаемой персоне. Этикет крайне важен. Он различается от региона к региону. Барабан — центральный символ пау-вау в Оклахоме, там они располагаются в центре танцевальной площадки (в свою очередь, образовывая круги). Южные барабаны расставляются по четырём сторонам света. Северные барабаны расставляются вне площадки. Люди приносят музыкантам воду и всячески помогают при необходимости.

### Пение
the drum only helps them keep beat. Dancers key on the melody of the song. Rhythms, tones, pitch all help create their 'moves'.
Песня по структуре состоит из четырёх зарядок, пения хором и четырёх тем.
Талантливые певцы поют также не в ритм, ставя слова между ударами барабана, не ориентируясь на них и «это, возможно, самое большое препятствие для понимания не-индейцем индейских песен».

## Пау-вау в России
Пау-вау — большой круг на российской Радуге, проводящийся традиционно дважды в день, утром и вечером. Когда приготовлена общая еда, от основной поляны начинают хором звать на пау-вау, и этот зов передаётся по всей территории Радуги. На пау-вау стараются собраться все присутствующие. По традиции, на Радуге все встают в круг, и, держась за руки, поют «ом». После этого в кругу делаются объявления, добровольцы раздают приготовленную еду.
В России также проводятся и более близкие к американским пау-вау фестивали, значительно меньшие по размерам. Они проводятся в среде так называемых индеанистов. Индеанисты занимаются изучением индейской культуры, в основном североамериканских племён.
Пау-вау в России проводятся ежегодно в Санкт-Петербурге, Москве, Сибири. О культуре российских индеанистов подробно рассказывает фильм «Красная Сила» (режиссёр Андрей Ветер).